# Hilde Sommer
Hilde Sommer (* 6. September 1917) ist eine ehemalige deutsche Diskuswerferin.
Bei den Europameisterschaften 1938 gewann sie die Silbermedaille mit 40,95 m, bei einem Rückstand von fast vier Metern auf Gisela Mauermayer. 
Ihre persönliche Bestleistung von 44,33 m stellte sie am 10. Juli 1938 in Breslau auf.  Sommer siegte nie bei deutschen Meisterschaften, 1938 unterlag sie als Zweite gegen Mauermayer, 1939, 1940 und 1941 war sie jeweils Dritte hinter Mauermayer und Anna Hagemann. 1946 hinter Hagemann und 1947 hinter Marianne Schulze-Entrup belegte sie noch zweimal den zweiten Platz.
Sommer gehörte dem Sportverein VfB Breslau an, nach 1946 startete sie für den MTV Braunschweig.